# 陈飞 (1963年)
陈飞（1963年11月—），男，汉族，江苏南通人，中华人民共和国政治人物。现任湖南省人大常委会副主任。

## 生平
1986年7月毕业于武汉水利电力学院水工专业。1999年1月获中国人民大学经济专业硕士学位。1985年加入中国共产党，1986年参加工作，高级工程师。全国劳动模范，教授级高级工程师，百千万人才工程国家级人选，享受政府特别津贴专家。曾获中国青年最高奖——五四奖章、国家科技进步一等奖。
历任葛洲坝工程局第一工程公司副经理、经理、第一工程公司三峡工程施工指挥部副指挥长、指挥长；中国葛洲坝集团公司副总经理、党委常委、党委副书记，兼任三峡工程施工指挥部副指挥长、指挥长、党委书记，葛洲坝股份公司董事；广西龙滩水电开发有限公司总经理；云南省临沧地委副书记（挂职）；云南省计委副主任、党组成员（挂职）；2003年12月至2010年1月，任中国国电集团副总经理、党组成员（其中2006年10月－2008年2月兼任国电电力发展股份有限公司党组书记、总经理）。2010年1月，国务院三峡工程建设委员会委员，中国长江三峡集团董事、总经理、党组成员。。2014年3月，因中央巡查组调查后，中央组织部副部长王京清宣布免除其总经理职务。2014年4月，任国务院三峡工程建设委员会办公室（国务院三峡工程建设委员会三峡工程稽查办公室）副主任。
2017年12月，出任湖南省人民政府党组成员；次月出任湖南省人民政府副省长。2021年8月，兼任湖南省人民政府国有资产监督管理委员会党委书记。2023年1月，转任湖南省人大常委会副主任。